# La sposa di Chucky
La sposa di Chucky (Bride of Chucky) è un film horror statunitense del 1998, diretto da Ronny Yu. Il film omaggia, già nel titolo originale Bride of Chucky, quello che da sempre è considerato un caposaldo del genere horror: Bride of Frankenstein (in versione italiana La moglie di Frankenstein di James Whale, 1935).

## Trama
Qualche giorno dopo gli eventi nell'accademia militare, al di fuori della città di Toronto, in Canada, la bella e pericolosa serial killer Tiffany Valentine, un tempo fidanzata e complice dello spietato "Strangolatore di Lakeshore", Charles Lee Ray, prende possesso del cadavere ridotto a brandelli di Chucky, dopo aver tagliato la gola ad un agente corrotto che lo aveva portato fuori da un magazzino segreto della polizia in cambio di soldi.
Credendo che l'anima del suo amato sia ancora intrappolata nel corpo del bambolotto, Tiffany lo ripara e lo ricuce con altri pezzi di bambole, e pratica un rito voodoo per riportarlo in vita. All'inizio il rito sembra non avere effetto, ma poi Chucky torna in vita e uccide Howard, un ragazzo goth ammiratore di Tiffany, strappandogli i piercing dalle labbra e soffocandolo con un cuscino, mentre lei osserva colpita. Tiffany spiega a Chucky di averlo riportato in vita per poterlo finalmente sposare, ma lui si prende crudelmente gioco di lei. Delusa e arrabbiata per il trattamento ricevuto, Tiffany lo intrappola usando un box per bambini. Il giorno dopo Tiffany, per ridicolizzare ancora di più Chucky, mette dentro una bambola Belle, vestita da sposa. Furioso per le continue umiliazioni ricevute da Tiffany, Chucky si libera e la uccide fulminandola buttando un televisore nella vasca da bagno mentre lei si lavava e guardava il film "La moglie di Frankenstein", e poi la fa rivivere, trasferendo l'anima di Tiffany nel corpo della bambola Belle per vendicarsi e per farle capire che cosa si prova nel vivere come un bambolotto. Furiosa, Tiffany afferma di voler assolutamente tornare ad essere di nuovo umana, così Chucky pianifica di recuperare il Cuore di Damballa, un amuleto voodoo che è stato sotterrato nella sua tomba, localizzata nel cimitero di Hackensack nel New Jersey, e usarlo per potenziare il trasferimento delle loro anime nel corpo di due persone. Così i due, prendono di mira due ragazzi in fuga d'amore: il giovane Jesse Miller, vicino di casa di Tiffany, e la sua fidanzata Jade Kincaid. Tiffany, dopo essersi cambiata outfit e look, contatta Jesse chiedendogli di portare i "due bambolotti" (lei stessa e Chucky) nel New Jersey in cambio di mille dollari, e Jesse decide di portare con sé anche Jade nel viaggio.
Intanto il perfido poliziotto corrotto Warren, lo scorbutico zio materno di Jade, sgattaiola nel caravan di Jesse con l'intenzione di nasconderci dentro della marijuana per incastrarlo e farlo arrestare allontanandolo così dalla nipote, ma viene sorpreso da Chucky e da Tiffany, che gli lanciano dei chiodi in faccia con un airbag e lo nascondono sotto una panca del sedile posteriore. Nel frattempo il corrotto e viscido agente Norton, complice di Warren, ferma Jade e Jesse, per ispezionare il suo caravan per trovare la marijuana e arrestare quest'ultimo, poco dopo Chucky infila un panno nel serbatoio della macchina di Norton e lo accende, quando il poliziotto rientra a bordo per fare rapporto, facendolo saltare in aria. Confusi e spaventati, Jesse e Jade proseguono allontanandosi dall'incidente e si fermano in un love hotel dove si sposano.
Durante il viaggio per il New Jersey, Chucky comincia a cambiare atteggiamento nei confronti di Tiffany, riuscendo finalmente ad andarci d'accordo. Mentre i due aprono l'uno il proprio cuore all'altra, Warren si risveglia e vedendoli tenta di fuggire, ma Chucky lo uccide con 39 coltellate sulla schiena. Durante la sosta nell'hotel, Jesse e Jade vanno incontro a Diane e Russ, una coppia di giovani truffatori appena sposati, e derubano di nascosto la coppia. Quando i due criminali vanno insieme a letto a materasso ad'acqua, Tiffany va nella loro stanza, e frantuma uno specchio sul soffitto, e Diane e Russ muoiono trafitti dalle schegge. Affascinato da ciò che Tiffany ha fatto, Chucky si rende conto dei sentimenti che prova per lei e dopo averle detto di amarla le fa la proposta di matrimonio. Tiffany accetta e i due hanno un rapporto sessuale.
Il mattino seguente, la donna delle pulizie trova i cadaveri di Diane e Russ mentre Jesse e Jade, scappano e proseguono il viaggio con David, il loro amico gay, che era a conoscenza della loro fuga e li informa che sono stati etichettati come i responsabili dei recenti omicidi. Quest'ultimo trova poi il corpo di Warren e colto dal panico, prende la sua pistola e ordina a Jesse di accostare per poi tirare l'attenzione della polizia. In quello stesso momento Chucky e Tiffany, stufi dei continui intoppi, rivelano loro di essere vivi e gli ordinano di proseguire il viaggio, David preso dallo spavento, non si accorge in tempo di un camion che lo investe in pieno, e muore fatto a pezzi. Il caravan dei ragazzi viene inseguito da una macchina della polizia, ma Chucky la fa finire fuori strada sparandole addosso. In seguito Chucky e Tiffany costringono i ragazzi ad abbandonare la vettura al fine di eludere la polizia e proseguire prendendo possesso di un camper uccidendone la coppia di cognugi anziani proprietari, con colpi di pistola in fronte.
Quando stanno per giungere a destinazione, Chucky inizia a conversare con Jesse, il quale, con la complicità di Jade, riesce astutamente a generare astio fra i due bambolotti per un Life domestica. Il litigio si trasforma presto in una lotta, dove Jade ne approfitta per bruciare Tiffany spingendola nel forno del camper mentre Jesse scaglia Chucky fuori dal finestrino. Chucky però gli spara, facendo cadere il mezzo in una fossa, prende in ostaggio Jade e la costringe a condurlo al cimitero, mentre Jesse prende Tiffany sopravvissuta alle fiamme e li segue. Chucky, dopo aver ucciso un agente della polizia scientifica lì presente sparandogli alla testa, riesce finalmente a recuperare l'amuleto e lega i due ragazzi per iniziare il rituale rivolto a trasferire la sua anima e quella di Tiffany nei loro corpi. Tuttavia Tiffany, vedendo quanto Jesse e Jade si amino, non se la sente di sacrificarli, e prima che Chucky possa agire lo distrae per poi pugnalarlo alla schiena. Tutto ciò fa scaturire uno scontro finale fra lei e Chucky, il quale riesce a piantare a Tiffany un coltello nel cuore. Jesse si libera e scaraventa Chucky nella fossa della sua tomba, ma lui giura di tornare, come fa sempre, e si lascia uccidere da Jade, che gli spara ripetutamente nel cuore.
Un investigatore privato, che era giunto sul posto e ha assistito alla sconfitta di Chucky, contatta il corpo della polizia dicendogli che Jesse e Jade sono innocenti per poi far allontanare i ragazzi che, ancora sconvolti per gli avvenimenti drammatici accaduti in quei giorni, vanno via. Al mattino mentre l'investigatore si avvicina al corpo di Tiffany per esaminarlo, questa riprende brevemente vita per dare alla luce il figlio di lei e di Chucky, dove il mostruoso neonato assale l'uomo.

## Produzione

### Riprese
Per la realizzazione di questa pellicola, le riprese sono state effettuare in Canada; si possono ricordare varie cittadine come: Toronto, Brampton, Clifton Hill, Etobicoke, Niagara Falls, Oshawa e Pickering.
Soltanto Los Angeles è stata l'unica cittadina statunitense dove vennero realizzate alcune riprese.

## Sequel
- Il figlio di Chucky (Seed of Chucky, 2004) diretto da Don Mancini
- La maledizione di Chucky (Curse of Chucky, 2013) diretto da Don Mancini
- Il culto di Chucky (Cult of Chucky, 2017) diretto da Don Mancini
- Chucky regia di Don Mancini (2021-2024)

## Omaggi
- Quando il poliziotto prende i resti di Chucky nell'armadietto, sul fondo di questo si vede il guanto di Freddy Krueger (Nightmare), la maschera di Jason Voorhees (Venerdì 13) anche se non fedelissima, la maschera di Michael Myers (Halloween) e la motosega di Leatherface (Non aprite quella porta).
- Il film che guarda Tiffany in TV mentre si fa il bagno è La moglie di Frankenstein. Curiosamente, durante il climax del secondo capitolo un addetto alla fabbrica di bambole guarda il primo film di Frankenstein da uno schermo.
- Prima che Tiffany cambi il canale trovando La moglie di Frankenstein, la TV mostra La signora in giallo.
- Quando Tiffany e Chucky uccidono il poliziotto piantandogli dei chiodi in faccia, Chucky dice che la faccia dell'uomo gli ricorda qualcuno: si riferisce infatti a Pinhead della saga horror Hellraiser.
- Quando alla fine del film Tiffany partorisce, il modo in cui il bambino esce fuori ricorda quando un Chestburster esce fuori da una persona nei film di Alien. Vi assomiglia anche vagamente ad un Chestburster, sia di aspetto che di comportamento.

## Distribuzioni
| Paese         | Data della Prima  |
| ------------- | ----------------- |
| Stati Uniti   | 15 ottobre 1998   |
| Singapore     | 17 dicembre 1998  |
| Australia     | 7 gennaio 1999    |
| Argentina     | 14 gennaio 1999   |
| Brasile       | 22 gennaio 1999   |
| Nuova Zelanda | 18 febbraio 1999  |
| Portogallo    | 27 febbraio 1999  |
| Francia       | 10 marzo 1999     |
| Thailandia    | 2 aprile 1999     |
| Spagna        | 9 aprile 1999     |
| Paesi Bassi   | 15 aprile 1999    |
| Corea del Sud | 1º maggio 1999    |
| Portogallo    | 14 maggio 1999    |
| Finlandia     | 4 giugno 1999     |
| Indonesia     | 12 giugno 1999    |
| Regno Unito   | 18 giugno 1999    |
| Giappone      | 26 giugno 1999    |
| Danimarca     | 16 luglio 1999    |
| Ungheria      | 29 luglio 1999    |
| Germania      | 9 settembre 1999  |
| Islanda       | 10 settembre 1999 |
| Italia        | 25 agosto 2000    |

## Riconoscimenti
- 1998 - Noir in Festival
  - Premio del pubblico
- 1999 - Festival internazionale del film fantastico di Gérardmer
  - Premio della giuria (ex aequo con Brivido di sangue)
- 2000 - Fantafestival
  - Miglior attrice (Jennifer Tilly)
  - Migliori effetti speciali